# Plaxopsis pulchricaudis
Plaxopsis pulchricaudis är en stekelart som beskrevs av Szepligeti 1913. Plaxopsis pulchricaudis ingår i släktet Plaxopsis och familjen bracksteklar. Inga underarter finns listade i Catalogue of Life.